# اچ‌ام‌اس هیدرا (جی۲۷۵)
اچ‌ام‌اس هیدرا (جی۲۷۵) (به انگلیسی: HMS Hydra (J275)) یک کشتی بود. این کشتی در سال ۱۹۴۲ ساخته شد.